# Pajaral
Pajaral es el nombre moderno; de un yacimiento arqueológico maya precolombino, localizado al sur del río San Pedro Mártir en el departamento de El Petén, en Guatemala. El término Pajaral fue acuñado por el arqueólogo Ian Graham, quien descubrió el sitio en los años 1970s, y está referido a la gran cantidad de aves que encontró durante sus investigaciones.
Pajaral, junto con el yacimiento cercano denominado Zapote Bobal, ha sido recientemente el foco de un proyecto arqueológico llamado el Proyecto Petén Nor-occidente. Los estudios en el área han estado dirigidos por James Fitzsimmons (Middlebury College) y Laura Gámez (Universidad de Pittsburgh).

## Vínculo con otros yacimientos
La atención generada a estos sitios del norte de Guatemala derivan del descubrimiento hecho por el epigrafista y mayista David Stuart, quien hizo la conexión de Zapote Bobal con un nombre repetido en varias menciones en las inscripciones encontradas en Piedras Negras y Yaxchilán. Ese nombre es el topónimo Hix huitz, cuyo significado en lengua maya es cerro del jaguar.
Resulta interesante que ese nombre sea repetido en monumentos e inscripciones encontradas en el Pajaral también, sugiriéndose con ello que los sitios estuvieron de alguna manera relacionados en el periodo del apogeo maya en la región.

## Arquitectura
La arquitectura en el Pajaral se caracteriza por varios templos-montículos que van de los 8 a los 20 m de altura. Algunos fueron construidos en la cima de pequeños cerros. La plaza superior del sitio, por ejemplo, fue construida en una colina modificada cuya cima tiene 300 m de largo y 30 m de altura. A pesar de que el plano del sitio está aún incompleto, parece que los asentamientos se hicieron bastante dispersos lo que no es típico de la región del Petén. El centro de Pajaral, sin embargo, resulta masivo y llama la atención en la plaza principal una enorme escalera de aproximadamente 50 m de ancho y 30 m  de largo.
Basándose en algunas inscripciones encontradas en el lugar, los estudiosos han sugerido que esta escalera y la colina en la que está emplazada, está en el origen del nombre de Hix Uitz y que Pajaral y no Zapote Bobal, fue la capital original de la región. En todo caso las construcciones de Zapote Bobal indican claramente que hacia los años 600s d. C., esta última ciudad había eclipsado a Pajaral y había tomado el nombre de Hix Uitz para sí misma.